# Alfred Groß (Politiker, 1893)
Alfred Groß (* 18. Juli 1893 in Bamberg; † 23. Dezember 1949 in Erlangen) war ein deutscher Lehrer und Kommunalpolitiker (NSDAP). Er war von 1934 bis zu seiner Beurlaubung 1944 Oberbürgermeister der Universitätsstadt Erlangen.

## Leben und Wirken
Nach dem Besuch der Volksschule nahm er 1906 eine Ausbildung an der Lehrerbildungsanstalt in Erlangen auf und trat danach 1912 ein Lehrerpraktikum an. Er war Teilnehmer des ersten Heilpädagogischen Kurses in Hannover. 1914 wurde er nach Kriegsausbruch zum Militär einberufen. Nach der Rückkehr aus dem Kriegseinsatz ging er als Hauptlehrer an die Hilfsschule nach Erlangen, wo er zum 17. Dezember 1925 der NSDAP beitrat (Mitgliedsnummer 25.752), deren Kreisleiter er wurde. Nach der Machtergreifung der Nationalsozialisten kam es unter ihm als Kreisleiter in Erlangen zu Boykotten jüdischer Geschäfte, zur Schändung und Zerstörung des dem jüdischen Professor und Erlanger Ehrenbürger Jakob Herz gewidmeten Denkmals auf dem Hugenottenplatz und zu Bücherverbrennungen, an denen er teilnahm.
Im gleichen Jahr wurde er zum stellvertretenden Bürgermeister gewählt. 1934 wurde er Nachfolger des bisherigen Oberbürgermeisters Hans Flierl. Seine Amtseinführung fand am 4. Juli 1934 statt. Nach dem „Anschluss Österreichs“ wurde Groß kurzzeitig nach Graz in die Steiermark abgeordnet, kehrte aber schon bald wieder nach Erlangen zurück. Im dritten Quartal 1944 wurde er beurlaubt und an seiner Stelle am 30. September 1944 Herbert Ohly kommissarisch als Oberbürgermeister eingesetzt. Bis zum Kriegsende war Groß als Kreisleiter der NSDAP tätig.
Ein Jahr nach seinem Tod 1949 wurde er in einem Spruchkammerverfahren posthum als Mitläufer eingestuft.